# Associazione Calcio Sansovino 2006-2007
Questa pagina raccoglie le informazioni riguardanti l'Associazione Calcio Sansovino nelle competizioni ufficiali della stagione 2006-2007.

## Rosa
| N. |                   | Ruolo | Calciatore           |
| -- | ----------------- | ----- | -------------------- |
|    | Italia (bandiera) | A     | Marco Agostinelli    |
|    | Italia (bandiera) | A     | Filippo Boldo        |
|    | Italia (bandiera) | C     | Filippo Borgogni     |
|    | Italia (bandiera) | D     | Giovanni Braccini    |
|    | Italia (bandiera) | D     | Marco Briganti       |
|    | Italia (bandiera) | D     | Lorenzo Burzighotti  |
|    | Italia (bandiera) | C     | Cristiano Camillucci |
|    | Italia (bandiera) | C     | Filippo Catenacci    |
|    | Italia (bandiera) | P     | Alessio Chiavarini   |
|    | Italia (bandiera) | C     | Paolo Cortellini     |
|    | Italia (bandiera) | A     | Marco De Angelis     |
|    | Italia (bandiera) | C     | Domenico Del Grande  |
|    | Italia (bandiera) | C     | Lorenzo Del Sole     |
|    | Italia (bandiera) | D     | Giovanni Esposito    |
|    | Italia (bandiera) | A     | Nicola Gai           |

| N. |                    | Ruolo | Calciatore           |
| -- | ------------------ | ----- | -------------------- |
|    | Nigeria (bandiera) | A     | Mast Hashimu Garba   |
|    | Italia (bandiera)  | D     | Daniele Grassi       |
|    | Italia (bandiera)  | C     | Ettore Ionni         |
|    | Italia (bandiera)  | D     | Simone Marmorini     |
|    | Italia (bandiera)  | C     | Matteo Nolè          |
|    | Italia (bandiera)  | D     | Simone Olivieri      |
|    | Italia (bandiera)  | C     | Gabriele Pacciardi   |
|    | Italia (bandiera)  | P     | David Pierini        |
|    | Italia (bandiera)  | D     | Valerio Quondamatteo |
|    | Italia (bandiera)  | P     | Francesco Scotti     |
|    | Italia (bandiera)  | D     | Stefano Sottili      |
|    | Italia (bandiera)  | A     | Gabriele Vasarri     |
|    | Italia (bandiera)  | D     | Federico Viviani     |
|    | Italia (bandiera)  | C     | Filippo Zacchei      |